# За Изабел
За Изабел : једна мандала (итал. Per Isabel. Un mandala), роман је писца Антонија Табукија (итал. Antonio Tabucchi Пиза 23.9.1943 – Лисабон, 25.3.2012), италијанског књижевника и професора португалске књижевности и језика. Роман је написан 2013. године, а на српски језик је преведен 2015. године у издању Паидеие. 

## О делу
Изабел је млада загонетна комунисткиња коју је у прошлости познавао пољски писац Тадеуш Словачки. Писац истражује Лисабон и претражује заостале трагове Изабел која је нестала током периода Естадо Ново. На том путу среће многе људе који причају приче са назнакама ко је била Изабел и шта је могло да јој се догоди. Прича тече, а перспектива постаје све више метафизичка. Структура романа је инспирисана мандалом, алатом који се користи у неколико религија као помоћ при медитацији.
Главни покретачи ове књиге су личне опсесије, кајања, фантазије. Исто тако не треба занемарити утицај монаха у црвеном који је исцртавао мандалу Свести аутору књиге. Аутор је на крилима маште одлетео у Напуљ једне летње ноћи када је био пун Месец који је био црвен.